# 金坑駅
金坑駅（きんこうえき）は中華人民共和国遼寧省本渓市南芬区にある、中国鉄路総公司（CR）瀋丹線の駅。1904年に開業。瀋陽駅から104km、丹東駅から166kmの位置にある。瀋陽鉄道局所属の四等駅に設定されている。

## 駅周辺
- 金坑村
- 細河

## 隣の駅
中国国鉄
瀋丹線
橋頭駅 - 金坑駅 - 南芬駅